# Egzekucje w Lesie Kabackim
Egzekucje w Lesie Kabackim – zbiorowe egzekucje przeprowadzane przez okupantów niemieckich w Lesie Kabackim pod Warszawą. W latach 1939–1944 funkcjonariusze SS i policji niemieckiej rozstrzelali tam co najmniej kilkaset osób. Las Kabacki był prawdopodobnie jedynym miejscem kaźni w obrębie tzw. „warszawskiego pierścienia śmierci”, gdzie Niemcy przeprowadzali egzekucje przez niemal cały okres okupacji.

## Geneza
W nazistowskich planach ujarzmienia narodu polskiego Warszawa zajmowała miejsce szczególne. Mimo iż w Generalnym Gubernatorstwie stolicę Polski zdegradowano do roli miasta prowincjonalnego, Warszawa pozostawała nadal centrum polskiego życia politycznego, intelektualnego i kulturalnego. Stanowiła także siedzibę władz Polskiego Państwa Podziemnego oraz miejsce funkcjonowania szczególnie silnych i dobrze zorganizowanych struktur ruchu oporu. Generalny gubernator Hans Frank zapisał w swoim dzienniku pod datą 14 grudnia 1943: „gdybyśmy nie mieli Warszawy w Generalnym Gubernatorstwie, to nie mielibyśmy 4/5 trudności, z którymi musimy walczyć. Warszawa jest i pozostanie ogniskiem zamętu, punktem, z którego rozprzestrzenia się niepokój w tym kraju”.
Od pierwszych dni okupacji Niemcy stosowali brutalny terror wobec ludności Warszawy, wymierzony w pierwszym rzędzie w przedstawicieli polskich elit politycznych i intelektualnych, społeczność żydowską oraz osoby w jakikolwiek sposób powiązane z ruchem oporu. Warszawskie więzienia i areszty – Pawiak, areszt śledczy przy ul. Daniłowiczowskiej, więzienie mokotowskie, piwnice siedziby Sipo w Alei Szucha – zapełniły się aresztowanymi. Codziennością stały się uliczne łapanki, deportacje do obozów koncentracyjnych i zbiorowe mordy. Egzekucje więźniów politycznych z Warszawy Niemcy przeprowadzali zazwyczaj w tajemnicy, w okolicach niedostępnych dla osób postronnych. Jednym z miejsc kaźni stał się Las Kabacki, gdzie polscy więźniowie polityczni byli rozstrzeliwani w zasadzie przez cały okres okupacji.

## Kaźń zimą 1939/1940
W początkowym okresie okupacji niemiecki terror wymierzony był przede wszystkim w przedstawicieli tzw. polskiej warstwy przywódczej. Nazistowscy przywódcy wierzyli bowiem, że eksterminacja polskich elit pozwoli zniszczyć polską tożsamość narodową i przekształcić polskie społeczeństwo w bierną amorficzną masę, służącą w najlepszym razie jako niewykwalifikowana siła robocza dla III Rzeszy. Już 1 października 1939, w ślad za regularnymi oddziałami Wehrmachtu, do Warszawy wkroczyła tzw. Einsatzgruppe IV (dowódca: SS-Brigadeführer Lothar Beutel) – specjalna grupa operacyjna (Einsatzgruppen) niemieckiej policji bezpieczeństwa i służby bezpieczeństwa, której zadaniem było „zwalczanie wszystkich wrogich Rzeszy i Niemcom elementów na tyłach walczących wojsk” oraz „ujęcie osób niepewnych pod względem politycznym”, zwłaszcza tych, których nazwiska figurowały w tzw. Sonderfahndungsbuch Polen. Funkcjonariusze Einsatzgruppe IV niezwłocznie rozpoczęli masowe aresztowania i rewizje, których ofiarą padali przede wszystkim przedstawiciele inteligencji. Między innymi w dniu 8 października 1939 aresztowano 354 warszawskich księży katolickich i nauczycieli, gdyż władze okupacyjne uznały, że ze względu na postawę „pełną polskiego szowinizmu” stanowią oni dla Niemców „olbrzymie zagrożenie”. Zatrzymanych przedstawicieli „polskiej warstwy przywódczej” zazwyczaj deportowano do obozów koncentracyjnych lub rozstrzeliwano na miejscu. W tym okresie potajemne egzekucje mieszkańców Warszawy odbywały się przede wszystkim na tyłach gmachu Sejmu RP przy ul. Wiejskiej (w tzw. ogrodach sejmowych), a następnie na „polanie śmierci” w Palmirach. To ostatnie miejsce stało się wkrótce jednym z symboli martyrologii inteligencji polskiej w okresie II wojny światowej.
Zimą przełomu 1939/1940 (w grudniu lub styczniu) miała również miejsce pierwsza masowa egzekucja na terenie Lasu Kabackiego. Jej świadkiem był gajowy Stanisław Cieślak, który odnotował, że skazańców przywieziono na miejsce kaźni ośmioma samochodami ciężarowymi. Każda z ciężarówek przewoziła średnio ok. 25 osób stąd świadek ocenił, że w Lesie Kabackim rozstrzelano tego dnia ok. 200 osób. Po zakończeniu okupacji nie udało się jednak odnaleźć masowego grobu, gdyż gajowy Cieślak, który mógł wskazać jego lokalizację, nie przeżył wojny. Z tego względu wciąż nie są znane bliższe okoliczności tej zbrodni.

## Egzekucje w latach 1941–1943

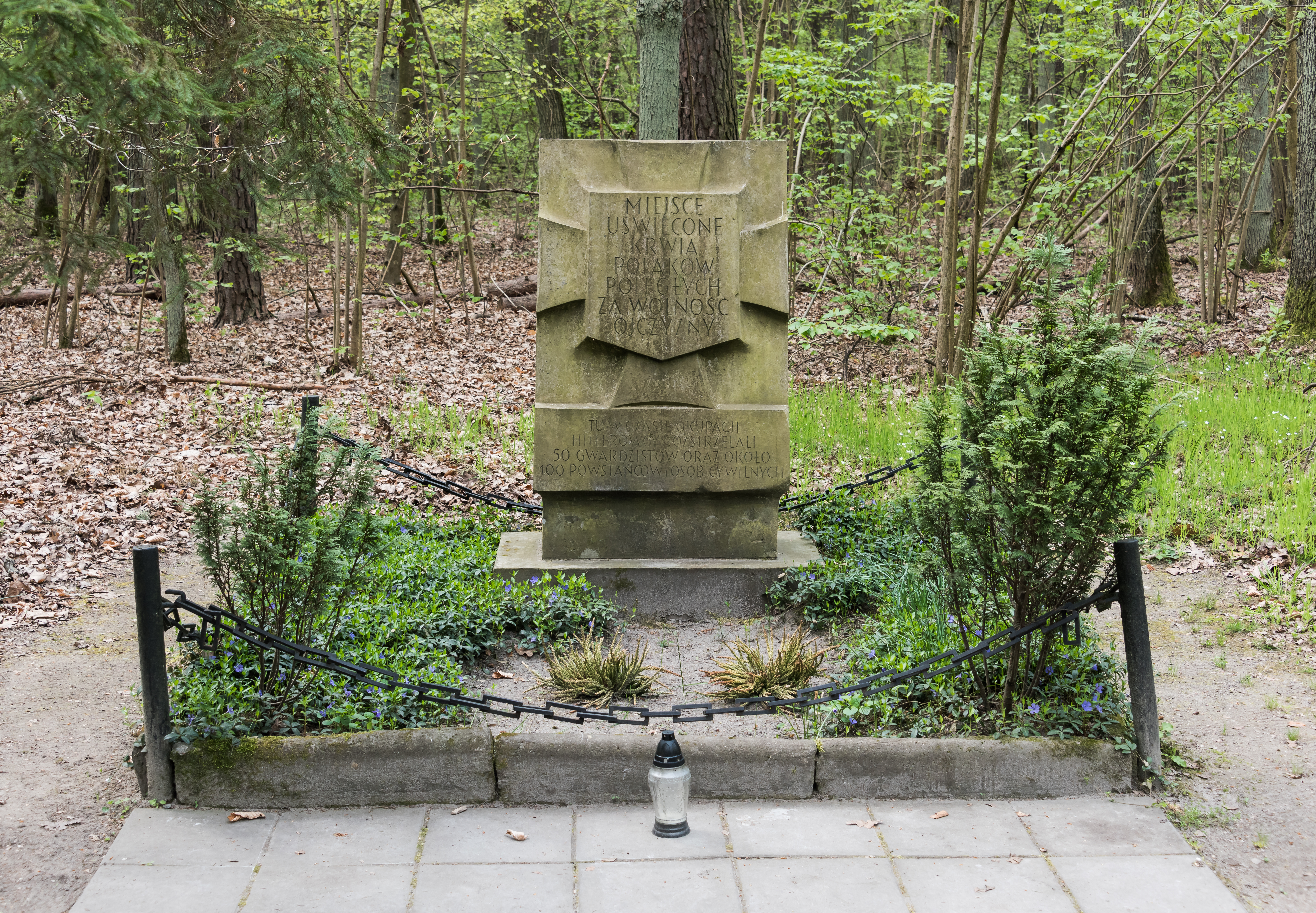
Tablica w Lesie Kabackim upamiętniająca ofiary egzekucji (rejon ul. Moczydłowskiej)

W lipcu 1941 Niemcy zaprzestali przeprowadzania egzekucji w Palmirach, gdyż dokonywane tam zbrodnie przestały stanowić jakąkolwiek tajemnicę dla polskiej ludności. Eksterminacja bezpośrednia została wówczas częściowo zastąpiona masowymi wywózkami do obozów koncentracyjnych. Nie oznacza to jednak, że okupanci całkowicie zrezygnowali z likwidacji polskich więźniów politycznych. Gestapo zaczęło odtąd poszukiwać nowych lokalizacji w podwarszawskich lasach, które mogłyby posłużyć jako miejsca tajnych egzekucji. Jednym z takich miejsc stał się ponownie Las Kabacki. Podczas prac ekshumacyjnych prowadzonych tam jesienią 1946 roku odnaleziono pięć zbiorowych mogił, z których wydobyto szczątki 110 osób zamordowanych przez Niemców w latach 1941–1943.
Z prawdopodobnie najstarszej mogiły wydobyto ciała 19 mężczyzn, z czego dziesięciu udało się zidentyfikować dzięki odnalezionym przy zwłokach dokumentom. Z zeznań złożonych przez gajowych Władysława Żaronia i Stefana Rucińskiego wynikało, że w mogile zostały pogrzebane ofiary egzekucji przeprowadzonej przez Niemców we wrześniu lub październiku 1941 (a więc już po zakończeniu akcji eksterminacyjnej w Palmirach). W gronie zamordowanych znajdowali się zarówno Polacy, jak i Żydzi.
Największy grób znajdował się w odległości stu kilkudziesięciu metrów od leśnej drogi prowadzącej z Dąbrówki do Moczydła. Spoczywały w nim zwłoki 46 mężczyzn i jednej kobiety rozstrzelanych przez Niemców w dniu 4 czerwca 1942 (w święto Bożego Ciała). Na temat owej egzekucji udało się uzyskać stosunkowo najwięcej informacji. Z zeznań złożonych po wojnie przez pracowników polskiej służby leśnej oraz mieszkańców okolicznych wsi wynikało, że mogiła została wykopana przez żołnierzy Wehrmachtu na dzień przed egzekucją. Po zakończeniu kaźni leśniczy Romuald Zakrzewski (żołnierz AK ps. „Wiktor”) wraz z gajowym Władysławem Kabańskim oraz zamieszkałymi w pobliżu pracownikami służby leśnej (Henryk Cieślak, Jan Fedorowicz, Szczepan Fedorowicz, Karol Kiełkowski, Czesław Filipin) odnalazł grób, który Niemcy zamaskowali darnią i sztucznie sadzonymi drzewkami. Leśniczy wraz ze swoimi współpracownikami potajemnie odkopał mogiłę i dotarł do pierwszej warstwy ciał (leżącej na głębokości ok. 2,5 metra). Świadkowie ocenili wówczas, że skazańcy byli rozstrzeliwani nad krawędzią otwartego grobu, gdyż zwłoki były tak splątane, że niemożliwe było ich wydobycie. W pobliżu miejsca kaźni pracownicy służby leśnej znaleźli również strzępy niemieckich czasopism, w tym oficjalnych organów prasowych SS. Po wojnie dzięki odnalezionym przy zwłokach zapiskom oraz kwitom z więziennego depozytu zidentyfikowano 10 ofiar (w tym jedyną kobietę – Józefę Bielenia). Wszyscy zamordowani byli więźniami Pawiaka.
W trzeciej mogile znajdowały się zwłoki 10 mężczyzn – prawdopodobnie więźniów Pawiaka – rozstrzelanych 7 maja lub 18 lipca 1943 roku. Zgodnie z zeznaniami świadków należały one do ofiar egzekucji odwetowej, przeprowadzonej po zabójstwie aspiranta policji granatowej w Tłuszczu. Skazańcy mieli zostać rozstrzelani przez pluton egzekucyjny złożony z granatowych policjantów pod komendą Hauptmanna Zielschera z niemieckiej Ordnungspolizei. Do zakopania zwłok policjanci zmusili miejscowych chłopów, którym w zamian pozwolono zabrać ubrania należące do zamordowanych.
Z czwartego grobu wydobyto zwłoki 20 mężczyzn rozstrzelanych 14 maja lub 28 sierpnia 1943 roku. Również i w tym wypadku do zakopania ciał zmuszono mieszkańców okolicznych wsi. Nie udało się zidentyfikować żadnej z ofiar, nie wiadomo także skąd zostały one przywiezione na miejsce kaźni. Istnieją jedynie przypuszczenia, iż mógł to być transport z Sochaczewa.
W piątej mogile spoczywały szczątki 14 mężczyzn rozstrzelanych 28 lipca lub 28 września 1943 roku. Odnalezione zwłoki nosiły ślady rewizji (powywracane kieszenie). Nie udało się zidentyfikować żadnej z ofiar, nie jest także pewnym skąd zostały one przywiezione na miejsce kaźni. Według jednej wersji skazańców przywieziono z Grodziska Mazowieckiego. Inne źródła wskazują jednak, że mogli być oni więźniami Pawiaka.

## Egzekucje niepotwierdzone
Podczas okupacji w źródłach konspiracyjnych kilkukrotnie pojawiały się informacje o rozstrzeliwaniu większych grup skazańców na terenie Lasu Kabackiego. Po wojnie nie udało się jednak odnaleźć grobów kryjących ofiary owych domniemanych egzekucji. Nie znaleziono również bezpośrednich świadków zbrodni.
- Latem 1942 roku w Warszawie pojawiły się pogłoski, że w dniu 7 lipca 1942 Niemcy rozstrzelali 640 mężczyzn w lesie przy szosie Warszawa-Grójec (okolice wsi Moczydło i Dabrówka). Brakuje jednak jakichkolwiek dowodów mogących potwierdzić tę informację. Jeżeli egzekucja rzeczywiście miała miejsce, jej ofiarami na pewno nie byli więźniowie z Warszawy[14];
- Według „poważnych źródeł konspiracyjnych” w dniu 28 lub 29 października 1942 w Lesie Kabackim rozstrzelano kilkudziesięciu mężczyzn. Mieli oni zostać przywiezieni na miejsce kaźni pod eskortą policji niemieckiej oraz polskich granatowych policjantów. „Biuletyn Informacyjny” z 12 listopada 1942 podawał, że rozstrzelano wówczas 20 skazańców (najprawdopodobniej więźniów Pawiaka) oraz dwóch policjantów, którzy odmówili udziału w egzekucji[15]. Po wojnie nie udało się jednak odnaleźć grobu, ani też świadków tej egzekucji[16];
- Według niepotwierdzonych informacji w dniu 1 listopada 1942 rozstrzelano w rejonie Pyr około 10 osób przywiezionych samochodem z Warszawy[17];
- 19 czerwca 1944 Niemcy mieli rozstrzelać w Lesie Kabackim ok. 80 osób przywiezionych z Warszawy. Po wojnie nie udało się jednak odnaleźć grobu, ani też świadków tej egzekucji[18].

Gdyby informacje o powyższych egzekucjach okazały się prawdziwe, liczba osób straconych przez Niemców w Lesie Kabackim wzrosłaby do ok. 1000.

## Po wojnie
W dniach 20 września – 5 października 1946 w Lesie Kabackim prowadzone były prace ekshumacyjne, w których brali udział przedstawiciele Polskiego Czerwonego Krzyża i Głównej Komisji Badania Zbrodni Niemieckich w Polsce. Udało się wówczas odnaleźć jedynie te groby, których lokalizacja została wskazana przez pracowników polskiej służby leśnej lub mieszkańców okolicznych wsi. Z pięciu zbiorowych mogił wydobyto 110 zwłok. W lesie odnaleziono także szczątki 21 osób – w tym dwóch kobiet – które zginęły w egzekucjach indywidualnych (m.in. w trakcie powstania warszawskiego).
Część zwłok ekshumowanych w Lesie Kabackim pogrzebano na terenie lasu, a część na cmentarzu parafialnym w Pyrach . Ofiary egzekucji upamiętniają dwie piaskowcowe tablice projektu Karola Tchorka. Pierwsza znajduje się w pobliżu ul. Rybałtów (przy leśnym dukcie na północnym skraju lasu), druga – na przedłużeniu ul. Tukana w pobliżu ul. Moczydłowskiej (przy leśnej drodze prowadzącej z Dąbrówki do Moczydła).